# Марія Рева
Марія Рева — канадська письменниця українського походження. Найбільше вона відома своєю збіркою оповідань «Добрим громадянам не потрібно боятися».

## Життя
Рева народилася в Україні, у дитинстві переїхала до Канади з родиною та виросла у Ванкувері, Британська Колумбія. Вона закінчила магістратуру Техаського університету. «Добрим громадянам не потрібно боятися», її дебютна збірка, частково базується на сімейних історіях з життя в Україні радянської епохи. У 2025 році було опубліковано її дебютний роман «Ендлінг».
Окрім написання художньої літератури, Рева пише лібрето для опер, співпрацюючи з різними композиторами, зокрема зі своєю сестрою, Анною Підгорною.
Її роботи публікувалися в The Atlantic, McSweeney's та антологіях Best American Short Stories.

## Нагороди та номінації
- 2018: Премія RBC Бронвен Воллес для молодих письменників за оповідання «Горностаєва шуба».
- 2019: Національна премія журналу за художню літературу за оповідання «Нездоровий», перевидане як новела «Маленький кролик» у збірці "Добрим громадянам не потрібно боятися "
- «Добрим громадянам не потрібно боятися» розглядалося для отримання кількох нагород:
  - 2020: Фіналіст, що потрапив до короткого списку премії Rogers Writers' Trust Fiction Prize 2020 року.
  - 2020: Увійшла до короткого списку премії Atwood Gibson Writers' Trust Fiction Prize
  - 2022: Лауреат літературної премії «Кобзар»
- 2025: Номінант на Букерівську премію за роман «Ендлінг»[1]

## Твори
- Good Citizens Need Not Fear. National Geographic Books. 9 лютого 2021. ISBN 978-1-9848-9758-9.
- Endling. Doubleday Books. 2025. ISBN 978-0-385-54531-0.[2][3]